# Cross Timber (Texas)
Cross Timber est une ville située au nord du comté de Johnson, au Texas, aux États-Unis,. La ville est fondée en 1886.

## Démographie
Lors du recensement de 2010, la ville comptait une population de 268 habitants. Elle est estimée, en 2016, à 279 habitants.

### Source de la traduction
- (en) Cet article est partiellement ou en totalité issu de l’article de Wikipédia en anglais intitulé « Cross Timber, Texas » (voir la liste des auteurs).